# Samsung Galaxy A02
El Samsung Galaxy A02 es un teléfono inteligente Android fabricado por Samsung Electronics como parte de su serie A. El teléfono se anunció y lanzó en enero de 2021. Cuenta con una pantalla táctil de 6,5 pulgadas y 720p, una configuración de cámara dual y viene con One UI 2.5 sobre Android 10 (actualizado a Android 11). Comparte algunas de las mismas características de un dispositivo similar lanzado por Samsung, el Samsung Galaxy M02.

## Especificaciones

### Hardware
El Samsung Galaxy A02 está equipado con una pantalla táctil capacitiva PLS TFT de 6,5 pulgadas con una resolución de 720 x 1600 (~270 ppi). El teléfono en sí mide 164 x 75,9 x 9,1 mm (6,46 x 2,99 x 0,36 pulgadas) y pesa 206 gramos (7,27 oz), un poco más pesado que otro teléfono de la línea A02, el Galaxy A02s. El A02 está construido con un frente de vidrio y una parte posterior y un marco de plástico. Este dispositivo funciona con el SoC MediaTek MT6739W (28 nm.) con una CPU Cortex-A53 de cuatro núcleos a 1,5 GHz y una GPU PowerVR GE8100. El teléfono puede tener 32 GB o 64 GB de almacenamiento interno, así como 2 GB o 3 GB de RAM. El almacenamiento interno se puede ampliar mediante una tarjeta Micro SD de hasta 512 GB. El teléfono también incluye un conector para auriculares de 3,5 mm. Cuenta con una batería de ion de litio de 5000 mAh no extraíble.

#### Cámara
El Samsung Galaxy A02 tiene una configuración de doble cámara dispuesta verticalmente en el lado izquierdo de la parte posterior del teléfono junto con el flash. La cámara principal es una lente ancha de 13MP y la segunda es un sensor de profundidad de 2MP. La cámara principal puede grabar video hasta 1080p@30fps. Una sola cámara frontal de 5MP está presente en una muesca.

### Software
El Samsung Galaxy A02 viene con One UI Core 2.5 sobre Android 10 y se puede actualizar a One UI Core 4.0 sobre Android 12.o Android 11. Samsung anunció que la actualización a Android 12 para Samsung Galaxy A02 será la última actualización de este terminal, solo recibiendo parches de seguridad.